# Newark-on-Trent
Newark-on-Trent är en ort och civil parish (benämnd Newark) i Storbritannien.   Den är huvudort i distriktet Newark and Sherwood i grevskapet Nottinghamshire i England, i den sydöstra delen av landet, 180 km norr om huvudstaden London. Newark-on-Trent ligger 16 meter över havet och antalet invånare är 25 376. Stadens historia går eventuellt tillbaka ända till romartiden.